# بحيرة النسر
بحيرة النسر  هي بحيرة تقع في سلسلة جبال سييرا نيفادا، وإلى الغرب من بحيرة تاهو في البرية. ويمكن الوصول إلى بحيرة النسر عن طريق المشي لمسافات طويلة إلى الغرب من الطريق السريع 89 في خليج الزمرد ولاية بارك.

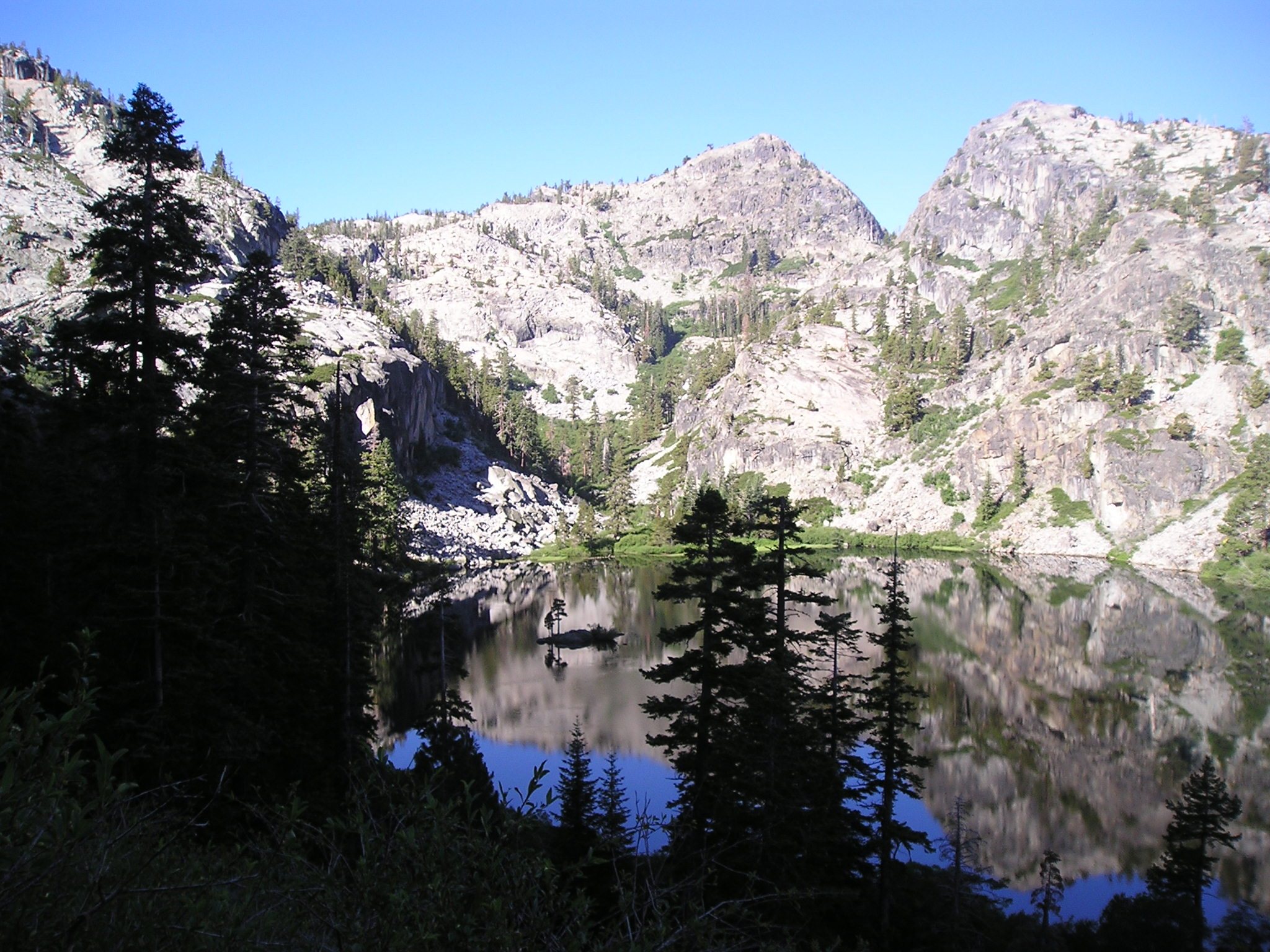
بحيرة النسر

## وصلات خارجية
- U.S. Geological Survey Geographic Names Information System: Eagle Lake
- Pictures from the Desolation Area, especially near Eagle Lake